# Franz Heyne
Franz Julius Theodor Heyne (* 22. November 1812 in Naundorf; † 25. Juni 1886 in Jersleben) war ein deutscher Pädagoge und evangelischer Theologe.

## Leben
Franz Heyne wurde als Sohn des Naundorfer Schulmeisters geboren und besuchte zunächst die Realschule in Halle (Saale). Er wechselte dann zur lateinischen Schule des hallensischen Waisenhauses. Nachdem er 1830 sein Abitur an der Latina abgelegt hatte, nahm er ein evangelisches Theologiestudium in Leipzig auf, welches er 1833 abschloss. Er begann dann eine Tätigkeit am Pädagogium in Halle. 1834 wurde er Alumnatsinspektor und absolvierte seine erste theologische Prüfung. 1835 folgte die Zweite. 1836/37 veröffentlichte er ein Lesebuch für den Griechisch-Unterricht.
1837 erhielt er eine Festanstellung und war am Pädagogium des Klosters Unser Lieben Frauen in Magdeburg tätig. Am 9. September 1838 wurde er in die Pfarrstelle in Salbke an der später gebauten Sankt-Gertraud-Kirche eingeführt. Eines seiner Kinder war Johannes Heyne (1854–1904), später Bürgermeister in Görlitz.
In Salbke begründete Franz Heyne eine private von ihm geführte Präparandenanstalt, in der er Lehrerbildung betrieb und positiv auf das Landschulwesen wirkte. Er erwarb sich mit dieser Anstalt große Anerkennung. Darüber hinaus gab er Schülern Privatunterricht. Einer seiner Schüler war der später sehr bekannte Germanist Hermann Paul. Anlässlich seines 25-jährigen Amtsjubiläums als Salbker Pfarrer wurde auf Initiative der Kirchgemeinde aus einer Sammlung unter ihren Mitgliedern am 9. September 1863 eine christliche Stiftung zum Wohle der Gemeinde gegründet, die ihm zu Ehren als Heyne-Stiftung benannt wurde und deren Vorsitz er übernahm. Bis 1878 blieb er in Salbke und wurde dann bis zu seinem Tode 1886 Pfarrer in Jersleben. Seine Beisetzung erfolgte in Salbke.

## Werke
- Lehrplan für eine aus zwei Klassen bestehende Landschule, 1854
- Lehrplan für Elementarschulen, Gebr. Baensch, Leipzig, Magdeburg 1858
- Biblische Geschichte für die Unter- und Mittelklassen der Elementar-Schulen. Nebst einem Anhang von Wochensprüchen und Gebeten, Gebr. Baensch, Leipzig, Magdeburg, 1858[4]
- Deutsche Sprachlehre, Heinrichshofen, Magdeburg 1860[5]
- Gesangbuchstunden f. Kirche, Schule u. Haus, Magdeburg, Heinrichshofen[6]